# Zwingen
Zwingen je obec ve švýcarském kantonu Basilej-venkov. Žije zde přibližně 2 400 obyvatel.

## Geografie
Zwingen leží v údolí Laufental v nadmořské výšce 341 metrů při ústí říčky Lüssel do řeky Birs. Sousedními obcemi jsou Laufen, Brislach, Nenzlingen, Blauen a Dittingen. Rozloha obce je 462 ha, z čehož 33 % tvoří zemědělská půda, 38 % lesy a 25 % zastavěná plocha.

## Historie

Letecký pohled (1922)

Zwingen byl poprvé zmíněn jako Zinwigen 14. března 1194, kdy jej papež Celestýn III. udělil opatství Beinwil jako majetek. Od roku 1312 byla ves lénem pánů z Ramsteinu. Ve středověku měla mimořádný význam místní kaple Oswaldskapelle. Dne 6. září 1359 se na setkání v papežském paláci v Avignonu 18 biskupů dohodlo, že každému návštěvníkovi kaple udělí 40denní odpustky. Od roku 1459 patřila vesnice basilejskému biskupovi a až do roku 1792 tvořila panství Zwingen. Od roku 1573 do roku 1673 byl židovský hřbitov ve Zwingenu pohřebištěm Židů žijících v basilejské diecézi.
Od roku 1792, po francouzské invazi, patřil Zwingen k Rauracké republice a poté ke kantonu Laufen, který se stal součástí départementu Mont-Terrible. V roce 1815 se z rozhodnutí Vídeňského kongresu stala obec součástí Švýcarské konfederace a byla začleněna do kantonu Bern. V otázce změny kantonu pro okres Laufen obec v obou hlasováních v letech 1983 a 1989 odmítla připojení ke kantonu Basilej-venkov, avšak při druhém hlasování byla ostatními obcemi přehlasována. Změna vstoupila v platnost v roce 1994.
Zámek Zwingen, který pravděpodobně dal obci jméno, je poprvé zmiňován v roce 1312. Postavili ho páni z Ramsteinu. Později přešel do vlastnictví basilejského knížete-biskupa. V roce 1792 se zámek stal státním majetkem. Několikrát změnil majitele. Mezi nimi byla i papírna Zwingen, která nechala velkou část zámku zbourat. Papírna ve Zwingenu vznikla roku 1913 a byla v provozu až do roku 2004.

## Obyvatelstvo
| Rok            | 1850 | 1870 | 1900 | 1930 | 1950 | 1960 | 1970 | 1980 | 1990 | 2000 |
| Počet obyvatel | 369  | 381  | 537  | 947  | 1081 | 1123 | 1359 | 1343 | 1555 | 2017 |

Oswaldkapelle (počátek 20. století)

Většina obyvatel (k roku 2000) hovoří německy (1781, tj. 88,3 %), druhým nejčastějším jazykem je italština (43, tj. 2,1 %) a třetím turečtina (40, tj. 2,0 %). V roce 2010 tvořili cizinci 16,9 % obyvatel obce.

## Hospodářství
Kromě (nyní již uzavřené) papírny ve Zwingenu nabízí stále pracovní místa mnoho malých a středních podniků. Zwingen se nachází ve spádové oblasti hospodářského regionu Severozápadní Švýcarsko.

## Doprava
Obec se nachází na trati Basilej–Delémont, po které jezdí v pravidelném intervalu vlaková linka S3 basilejské S-Bahn. Po silnici H18 se také lze dostat na dálnici A18 v Aesch.
Autobusové linky Postauto spojují Zwingen s okolními obcemi.

## Fotogalerie

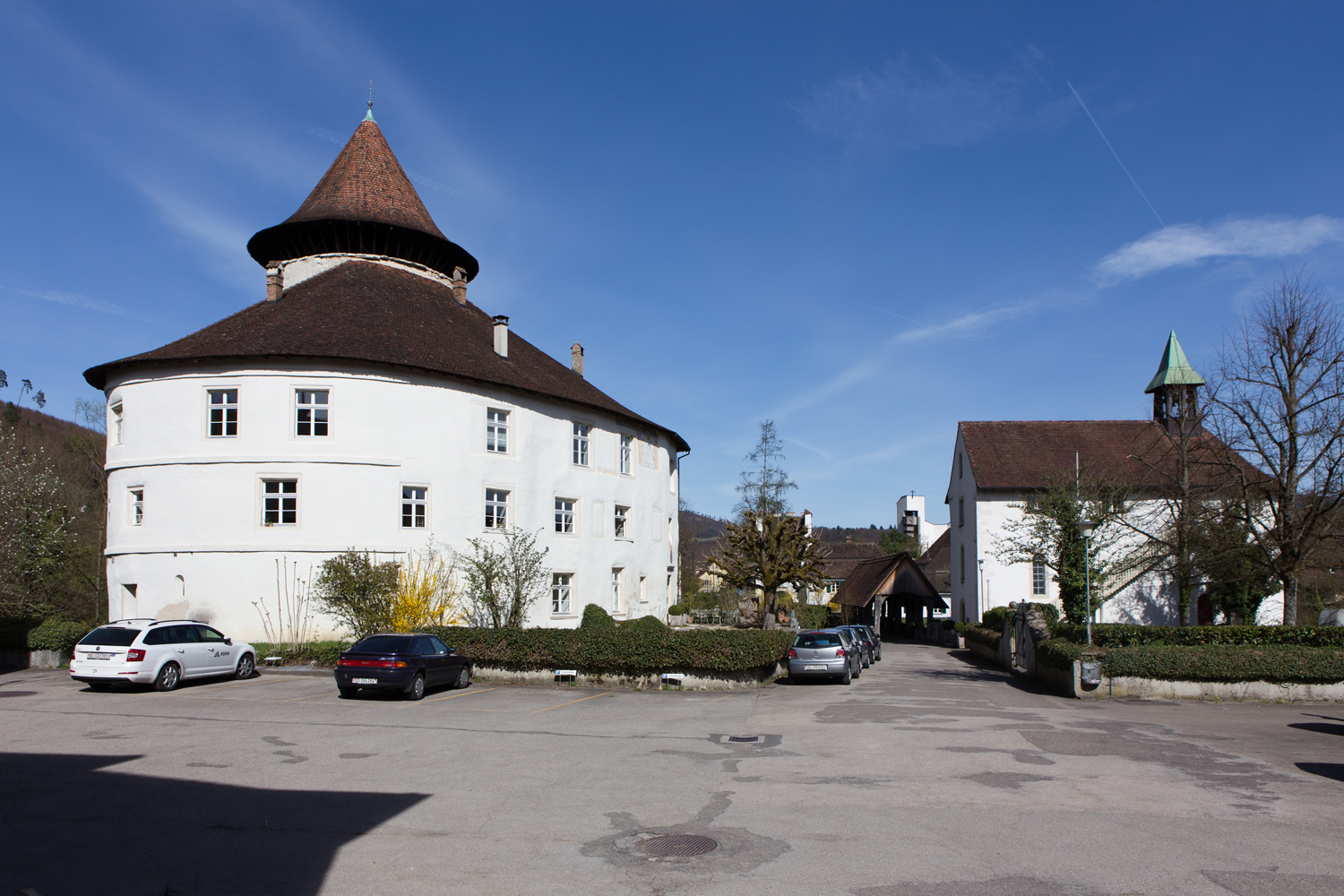
Zámek a kaple Oswaldkapelle
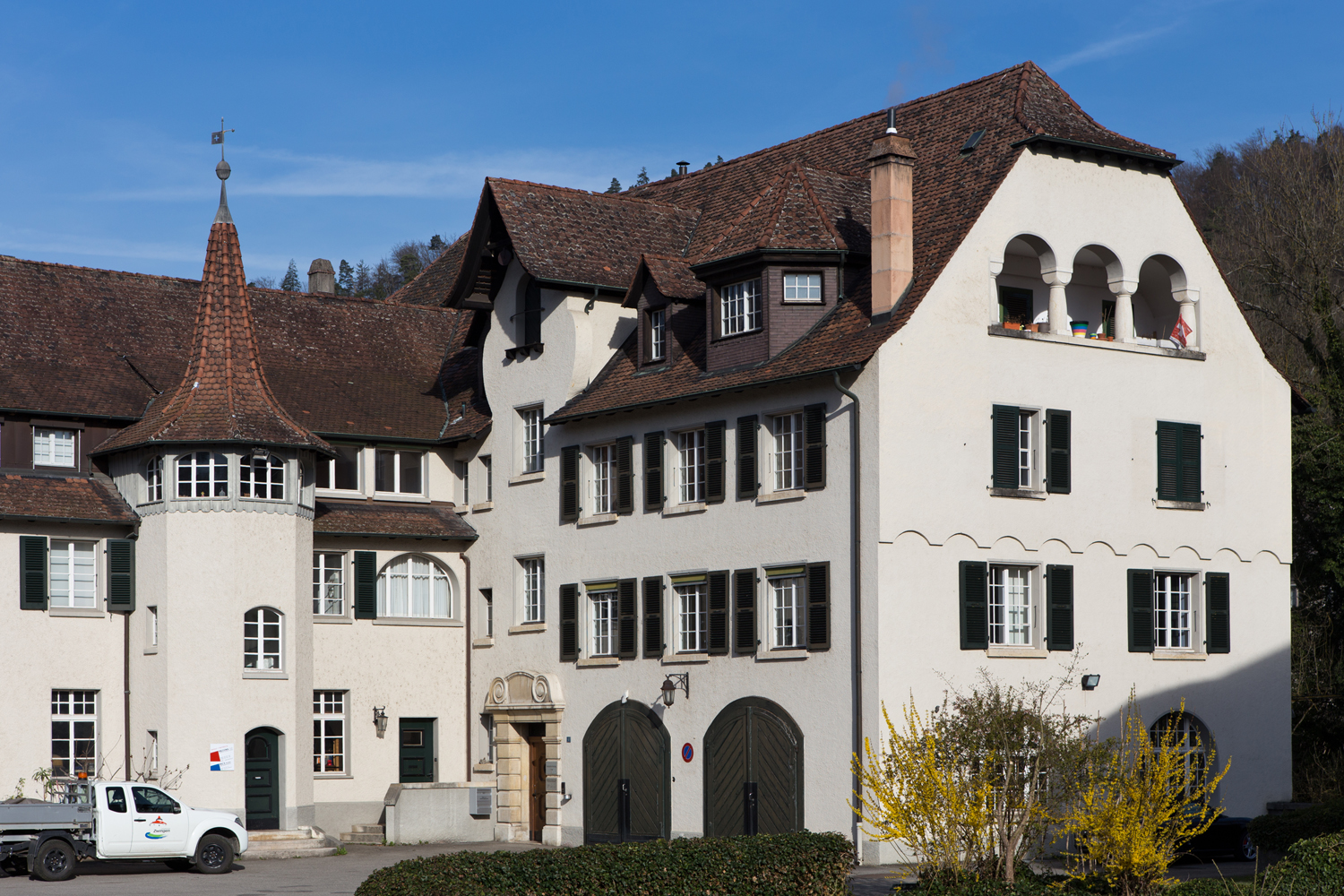
Obecní úřad v budově zámku
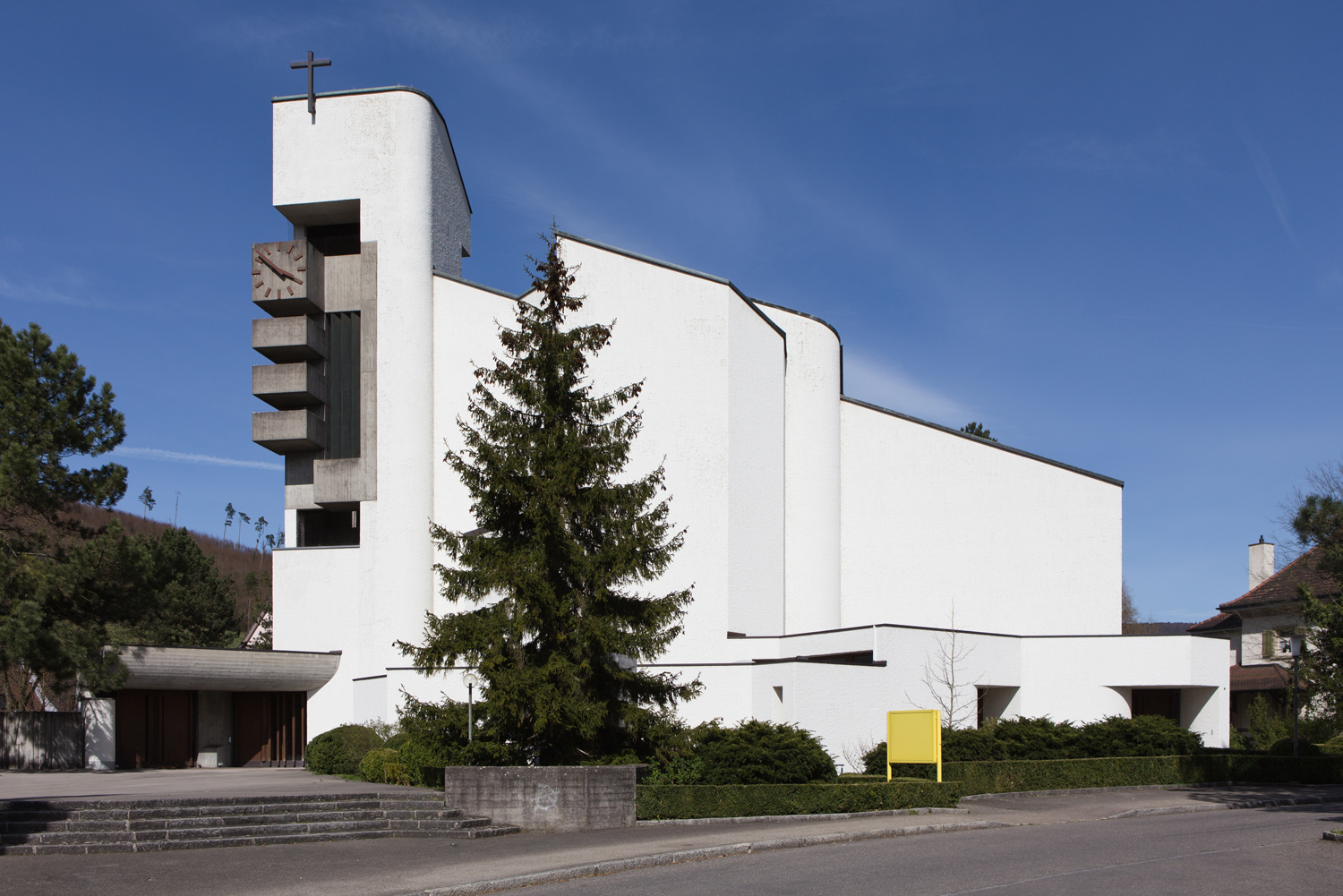
Katolický kostel
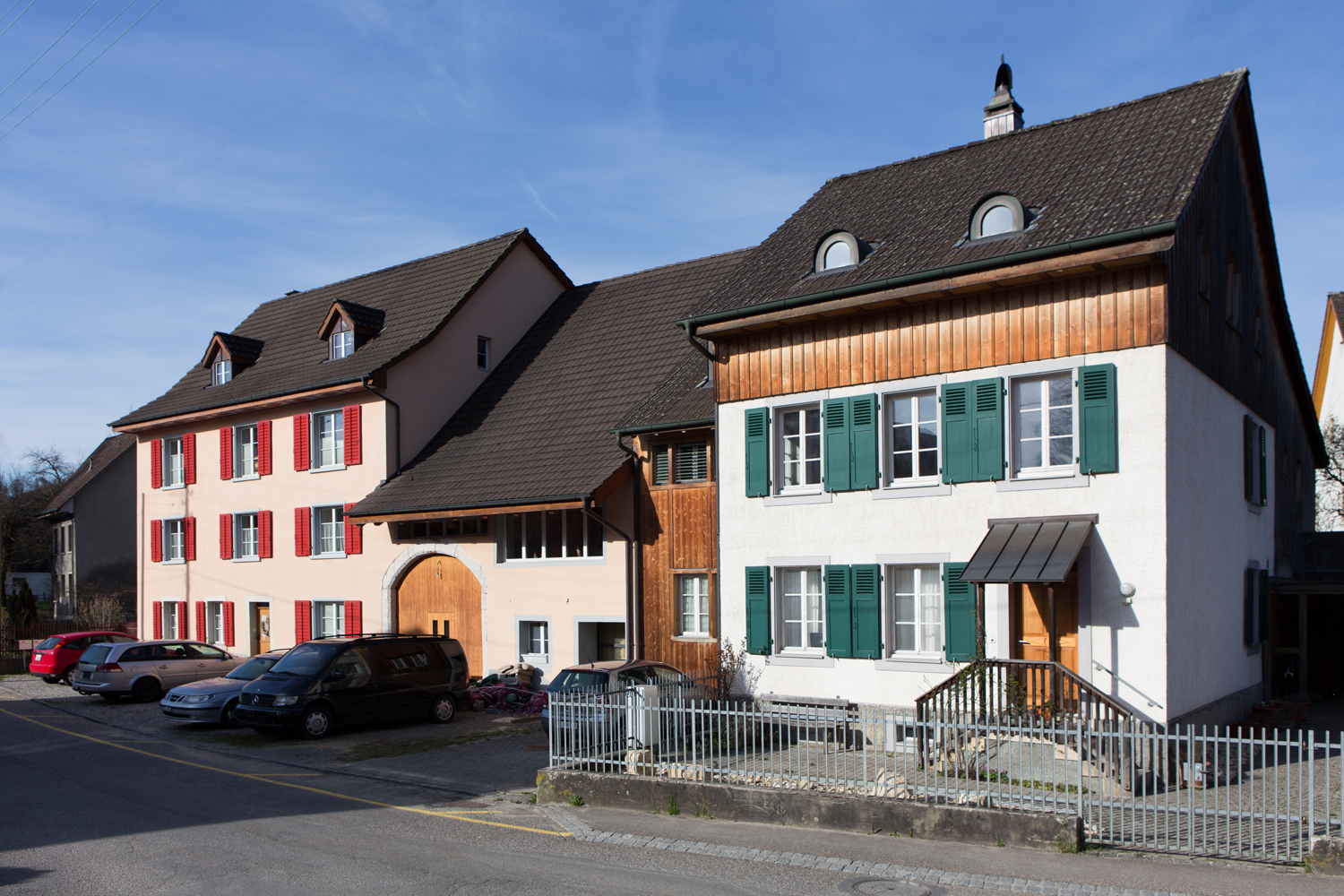
Centrum obce
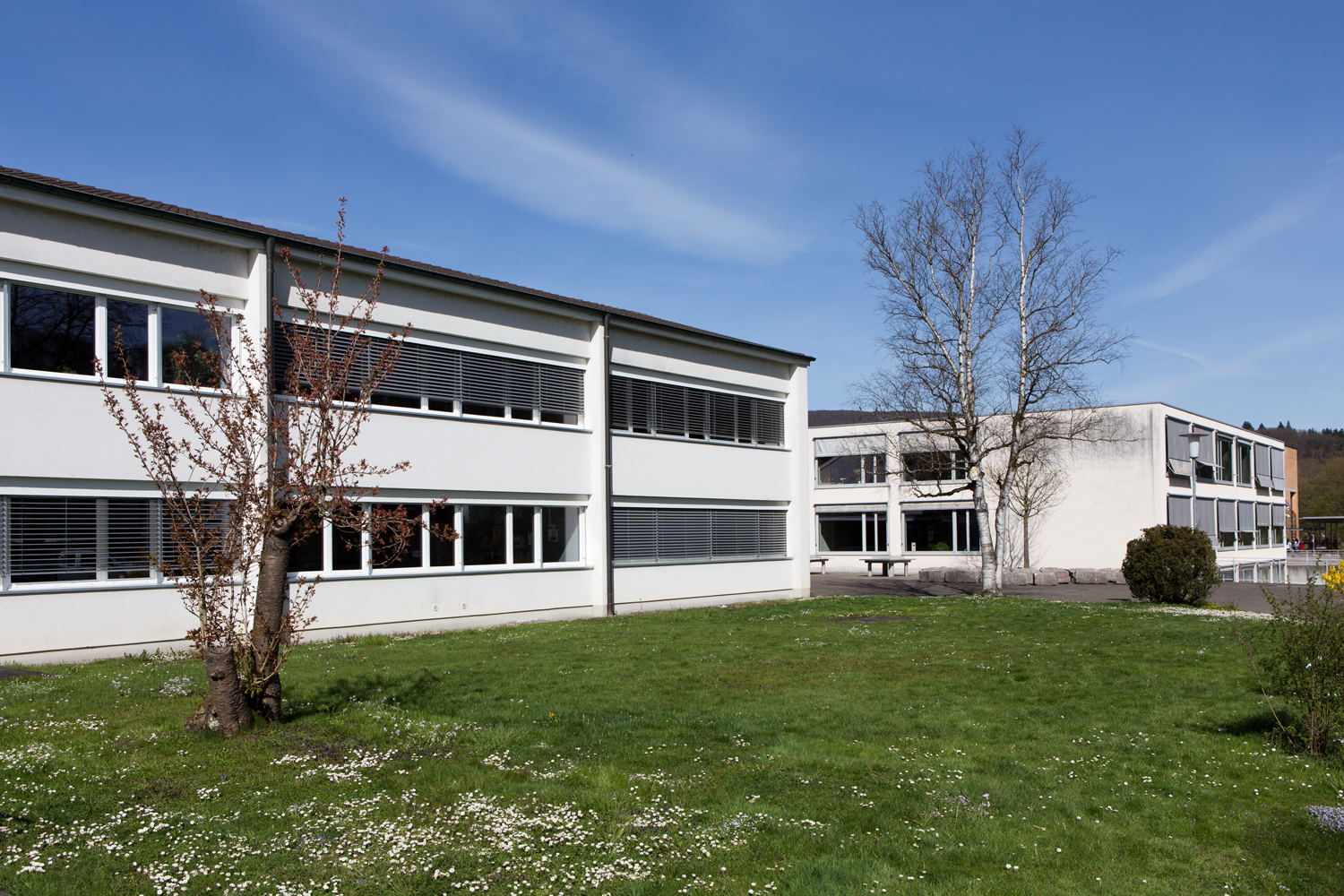
Škola